# Drzeńsko (przystanek kolejowy)
Drzeńsko – kolejowy przystanek osobowy w Drzeńsku w Polsce, w województwie lubuskim, w powiecie słubickim, w gminie Rzepin.

## Wymiana pasażerska
| Rok  | Wymiana pasażerska na dobę |
| ---- | -------------------------- |
| 2017 | 0-9                        |
| 2022 | 0-9                        |